# Lydia Mei
Lydia Mei (* 2. Juli 1896 auf Hiiumaa; † 1965) war eine estnische Malerin, die hauptsächlich Stillleben in Aquarell-Technik malte.
Lydia Mei war die mittlere von drei Töchtern eines Schiffskapitäns. Alle drei Schwestern betätigten sich künstlerisch, Lydia und Natalie Mei erlangten in den 1920er Jahren öffentliche Aufmerksamkeit, als die Neue Sachlichkeit die estnische Kunst prägte.
Mei hatte zuvor bis 1918 Architektur am Polytechnischen Institut für Frauen in Sankt Petersburg studiert. Bekannt wurde sie jedoch als Aquarellmalerin für ihre Stillleben in den späten 1920er Jahren und als Illustratorin von Büchern. Später heiratete sie den Bildhauer Anton Starkopf.

## Quelle
- Pihlak, Elvi: „Lydia Mei.Natüürmortide ja lillemaalide meister.“ in: Kunst 1962, Heft 1, S. 16–20